# Hélène Aussenac
Hélène Aussenac est une célèbre signare, riche commerçante métisse du Sénégal, née en 1734 à Gorée et décédée vers 1778.
Fille de Pierre Aussenac de Carcassonne, (1701-1754), conseiller de la Compagnie des Indes à Gorée, et de la signare Catherine Caty Louët (1713-après 1776), commerçante, elle épouse Pierre Monneron (?-1778), directeur de la Compagnie d'Afrique, qui lui donne deux enfants.
Elle est la tante de la signare Rosalie Aussenac (1765-1828) et la grand-tante de l'homme politique Barthélémy Durand Valantin (1806-1864), époux de la signare Mary de Saint Jean (1815-1853).